# طريقة هيلين دورون
كانت طريقة هيلين دورون، التي تم تطويرها من قِبل اللغوية والمعلمة هيلين دورون، أحد أول نظم تعليم اللغة الإنجليزية في السن المبكرة في العالم. وباستخدام هذه الطريقة، المستخدمة منذ عام 1986، يتعلم الأطفال في سن ثلاثة أشهر اللغة الإنجليزية مثلما يتعلمون لغتهم الأم. وحتى 2009، أكثر من مليون طفل تعلموا اللغة الإنجليزية من خلال هذه الطريقة".
وتستند برامج التعليم باستخدام هذه الطريقة إلى منهج شامل لمدة 12 سنة من سن 3 أشهر وحتى سن 14 سنة. ويتم إعداد الدورات لمجموعات صغيرة بعد اليوم الدراسي وأيضًا دورات روضة الأطفال والمدرسة للمراحل الابتدائية المبكرة. وتستخدم طريقة هيلين ألعابًا وقصصًا و كراسات تمارين وبطاقات فلاش وبطاقات قصص وأغاني أصلية وأقراصًا مضغوطة موسيقية لتعزيز اللغة الإنجليزية المنطوقة و النطق والنحو و المفردات و القراءة والكتابة للأطفال الأكبر سنًا.

## معلومات تاريخية
بدأت دورون في تطوير هذه الطريقة عندما كانت تبحث في دروس الكمان لأجل أطفالها. وباتت مفتونة بطريقة سوزوكي الشهيرة لتعليم الكمان، والتي تربط تعلم الموسيقى بدراسة اللغة ربطًا وثيقًا.
وقد أطلق د. سوزوكي على طريقته اسم «نهج اللغة الأم». ولكونها لغوية ومعلمة، فهمت هيلين أهمية هذا المبدأ في تدريس اللغة الإنجليزية، جنبًا إلى جنب مع مبادئ التشجيع والتعزيز. وهذه أصبحت اللبنات الأولى لطريقة هيلين دورون لتعليم اللغة الإنجليزية في سن مبكرة.
علاة على ذلك، كانت تعاليم جلين دومان، المعروفة باسم طريقة دومان ومعهد تحقيق الإمكانات البشرية الخاص بجلين دومان، مؤثرًا آخر في تأسيس طريقة هيلين دوران فيما يتعلق بتسريع نمو الطفل  ومضاعفة ذكاء الأطفال.
في عام 1985، زادت هيلين من طريقة تدريس اللغة الإنجليزية باستخدام أشرطة الأغاني الخاصة بها والقصائد الشعرية والقصص للأطفال من البلدان غير الناطقة بالإنجليزية. وقدمت طريقة هيلين دورون بيئة تحدث اللغة الإنجليزية التي تحاكي بنجاح العملية الطبيعية لتعلم اللغة الأم.